# Okak (langue)
Pour les articles homonymes, voir Okak.
Ne doit pas être confondu avec Mvaï (peuple).
L’okak est une langue bantoue et dialecte fang parlée  par les Okak en Guinée équatoriale et au Gabon dans la province du Woleu-Ntem dans la région de Médouneu.